# Francia en la Eurocopa 2012
La Selección de fútbol de Francia fue uno de los 16 países participantes en la Eurocopa 2012, torneo que se realizó en Polonia y Ucrania entre el 8 de junio y el 1 de julio de 2012.
El sorteo fue realizado el viernes 2 de diciembre de 2011 en el Palacio de las Artes en Kiev, a las 17:00 UTC (19:00 hora local), determinó que Francia dispute sus partidos en el grupo D junto a Inglaterra, el coanfitrión 
Ucrania y Suecia. En el primer encuentro del grupo celebrado el 11 de junio en el Donbass Arena (Ucrania), igualó 1-1 ante la selección de Inglaterra, Joleon Lescott en el minuto 30' anotó para los ingleses, pero Samir Nasri en el 39' puso la paridad en el marcador. En el segundo encuentro, se volvió a disputar en el Donbass Arena el 15 de junio, vencieron con suma facilidad a la coanfitriona Ucrania por 0-2, Jérémy Ménez anotó en el minuto 53' y Yohan Cabaye sentenció el partido en el 56'. El último encuentro fue celebrado el 19 de junio en el estadio Olímpico de Kiev (Ucrania), cayó derrotado sorpresivamente por 2-0 ante la eliminada Suecia, Zlatan Ibrahimović tras un espectacular gol de tijera marcó en el 54' y en el descuento Sebastian Larsson marcó en el 90'+1 para sellar el triunfo escandinavo. Francia se clasificó a la siguiente fase como segunda del grupo por detrás de la selección inglesa.
En cuartos de final, disputado en 23 de junio en el Donbass Arena, Francia cayó eliminada por 2-0 ante una histórica selección española, los vigentes campeones derrotaron a los galos con autoridad, desplegaron un gran juego colectivo que culminó en un doblete de Xabi Alonso que cabeceó a las redes el primer tanto en el minuto 19' y de penalti en el 90'+1 sentenciaba el encuentro; así el combinado nacional sumó otro fracaso internacional. Poco después de la eliminación ante España, Laurent Blanc dimitió del puesto de entrenador.

## Clasificación
| Equipo               | Pts | PJ | PG | PE | PP | GF | GC | Dif |
| -------------------- | --- | -- | -- | -- | -- | -- | -- | --- |
| Francia              | 21  | 10 | 6  | 3  | 1  | 15 | 4  | 11  |
| Bosnia y Herzegovina | 20  | 10 | 6  | 2  | 2  | 17 | 8  | 9   |
| Rumania              | 14  | 10 | 3  | 5  | 2  | 13 | 9  | 4   |
| Bielorrusia          | 13  | 10 | 3  | 4  | 3  | 8  | 7  | 1   |
| Albania              | 9   | 10 | 2  | 3  | 5  | 9  | 13 | -4  |
| Luxemburgo           | 4   | 10 | 1  | 1  | 8  | 3  | 21 | -18 |

| Fecha                   | Lugar       |                      |                                 | Resultado |                                 |                      |
| ----------------------- | ----------- | -------------------- | ------------------------------- | --------- | ------------------------------- | -------------------- |
| 3 de septiembre de 2010 | Saint-Denis | Francia              | Bandera de Francia              | 0:1 (0:0) | Bandera de Bielorrusia          | Bielorrusia          |
| 7 de septiembre de 2010 | Sarajevo    | Bosnia y Herzegovina | Bandera de Bosnia y Herzegovina | 0:2 (0:0) | Bandera de Francia              | Francia              |
| 9 de octubre de 2010    | Saint-Denis | Francia              | Bandera de Francia              | 2:0 (0:0) | Bandera de Rumania              | Rumanía              |
| 12 de octubre de 2010   | Metz        | Francia              | Bandera de Francia              | 2:0 (1:0) | Bandera de Luxemburgo           | Luxemburgo           |
| 25 de marzo de 2011     | Luxemburgo  | Luxemburgo           | Bandera de Luxemburgo           | 0:2 (0:1) | Bandera de Francia              | Francia              |
| 3 de junio de 2011      | Minsk       | Bielorrusia          | Bandera de Bielorrusia          | 1:1 (1:1) | Bandera de Francia              | Francia              |
| 2 de septiembre de 2011 | Tirana      | Albania              | Bandera de Albania              | 1:2 (0:2) | Bandera de Francia              | Francia              |
| 6 de septiembre de 2011 | Bucarest    | Rumanía              | Bandera de Rumania              | 0:0       | Bandera de Francia              | Francia              |
| 7 de octubre de 2011    | Saint-Denis | Francia              | Bandera de Francia              | 3:0 (2:0) | Bandera de Albania              | Albania              |
| 11 de octubre de 2011   | Saint-Denis | Francia              | Bandera de Francia              | 1:1 (0:1) | Bandera de Bosnia y Herzegovina | Bosnia y Herzegovina |

## Preparación
| Fecha                   | Lugar        |          |                     | Resultado |                           |                |
| ----------------------- | ------------ | -------- | ------------------- | --------- | ------------------------- | -------------- |
| 11 de noviembre de 2011 | Saint-Denis  | Francia  | Bandera de Francia  | 1:0 (0:0) | Bandera de Estados Unidos | Estados Unidos |
| 15 de noviembre de 2011 | Saint-Denis  | Francia  |                     | 0:0       | Bandera de Bélgica        | Bélgica        |
| 29 de febrero de 2012   | Bremen       | Alemania | Bandera de Alemania | 1:2 (0:1) | Bandera de Francia        | Francia        |
| 27 de mayo de 2012      | Valenciennes | Francia  |                     | 3:2 (0:2) | Bandera de Islandia       | Islandia       |
| 31 de mayo de 2012      | Reims        | Francia  |                     | 2:0 (0:2) | Bandera de Serbia         | Serbia         |
| 5 de junio de 2012      | Le Mans      | Francia  |                     | 4:0 (0:2) | Bandera de Estonia        | Estonia        |

## Jugadores
| #  | Nombre             | Posición      | Edad | PJ Sel | Club                 |
| -- | ------------------ | ------------- | ---- | ------ | -------------------- |
| 1  | Hugo Lloris        | Portero       | 25   | 31     | Olympique de Lyon    |
| 2  | Mathieu Debuchy    | Defensa       | 26   | 4      | Lille OSC            |
| 3  | Patrice Evra       | Defensa       | 31   | 40     | Manchester United    |
| 4  | Adil Rami          | Defensa       | 26   | 18     | Valencia CF          |
| 5  | Philippe Mexès     | Defensa       | 30   | 24     | AC Milan             |
| 6  | Yohan Cabaye       | Mediocampista | 26   | 11     | Newcastle United     |
| 7  | Franck Ribéry      | Mediocampista | 29   | 58     | Bayern de Múnich     |
| 8  | Mathieu Valbuena   | Mediocampista | 27   | 11     | O. Marsella          |
| 9  | Olivier Giroud     | Delantero     | 25   | 4      | Montpellier HSC      |
| 10 | Karim Benzema      | Delantero     | 24   | 43     | Real Madrid          |
| 11 | Samir Nasri        | Mediocampista | 24   | 29     | Manchester City      |
| 12 | Blaise Matuidi     | Mediocampista | 25   | 4      | Paris Saint-Germain  |
| 13 | Anthony Réveillère | Defensa       | 32   | 16     | Olympique de Lyon    |
| 14 | Jérémy Ménez       | Delantero     | 25   | 11     | Paris Saint-Germain  |
| 15 | Florent Malouda    | Mediocampista | 31   | 75     | Chelsea FC           |
| 16 | Steve Mandanda     | Portero       | 27   | 15     | O. Marsella          |
| 17 | Yann M'Vila        | Mediocampista | 21   | 18     | Stade Rennes         |
| 18 | Alou Diarra        | Mediocampista | 30   | 39     | O. Marsella          |
| 19 | Marvin Martin      | Mediocampista | 24   | 10     | FC Sochaux           |
| 20 | Hatem Ben Arfa     | Delantero     | 25   | 9      | Newcastle United     |
| 21 | Laurent Koscielny  | Defensa       | 26   | 1      | Arsenal FC           |
| 22 | Gaël Clichy        | Defensa       | 26   | 11     | Manchester City      |
| 23 | Cédric Carrasso    | Portero       | 30   | 1      | Girondins de Burdeos |
| DT | Laurent Blanc      |               |      |        |                      |

## Participación

### Grupo D
| Selección  | Pts | PJ | PG | PE | PP | GF | GC | Dif |
| ---------- | --- | -- | -- | -- | -- | -- | -- | --- |
| Inglaterra | 7   | 3  | 2  | 1  | 0  | 5  | 3  | 2   |
| Francia    | 4   | 3  | 1  | 1  | 1  | 3  | 3  | 0   |
| Ucrania    | 3   | 3  | 1  | 0  | 2  | 2  | 4  | −2  |
| Suecia     | 3   | 3  | 1  | 0  | 2  | 5  | 5  | 0   |

| 11 de junio de 2012, 19:00 | Francia   | 1:1 (1:1) | Inglaterra  | Donbass Arena, Donetsk                                     |                                                            |
|                            | Nasri 39' | Reporte   | Lescott 30' | Asistencia: 47 400 espectadores Árbitro(s): Nicola Rizzoli | Asistencia: 47 400 espectadores Árbitro(s): Nicola Rizzoli |

| 15 de junio de 2012, 19:00 | Ucrania | 0:2 (0:0) | Francia                | Donbass Arena, Donetsk                                    |                                                           |
|                            |         | Reporte   | Ménez 53' · Cabaye 56' | Asistencia: 48 000 espectadores Árbitro(s): Bjorn Kuipers | Asistencia: 48 000 espectadores Árbitro(s): Bjorn Kuipers |

| 19 de junio de 2012, 21:45 | Suecia                          | 2:0 (0:0) | Francia | Estadio Olímpico, Kiev                                    |                                                           |
|                            | Ibrahimović 54' · Larsson 90+1' | Reporte   |         | Asistencia: 63 010 espectadores Árbitro(s): Pedro Proença | Asistencia: 63 010 espectadores Árbitro(s): Pedro Proença |

### Cuartos de final
| 23 de junio de 2012, 21:45 | España                   | 2:0 (1:0) | Francia | Donbass Arena, Donetsk                                     |                                                            |
|                            | Alonso 19', 90+1' (pen.) | Reporte   |         | Asistencia: 47 000 espectadores Árbitro(s): Nicola Rizzoli | Asistencia: 47 000 espectadores Árbitro(s): Nicola Rizzoli |

## Estadísticas

### Posiciones

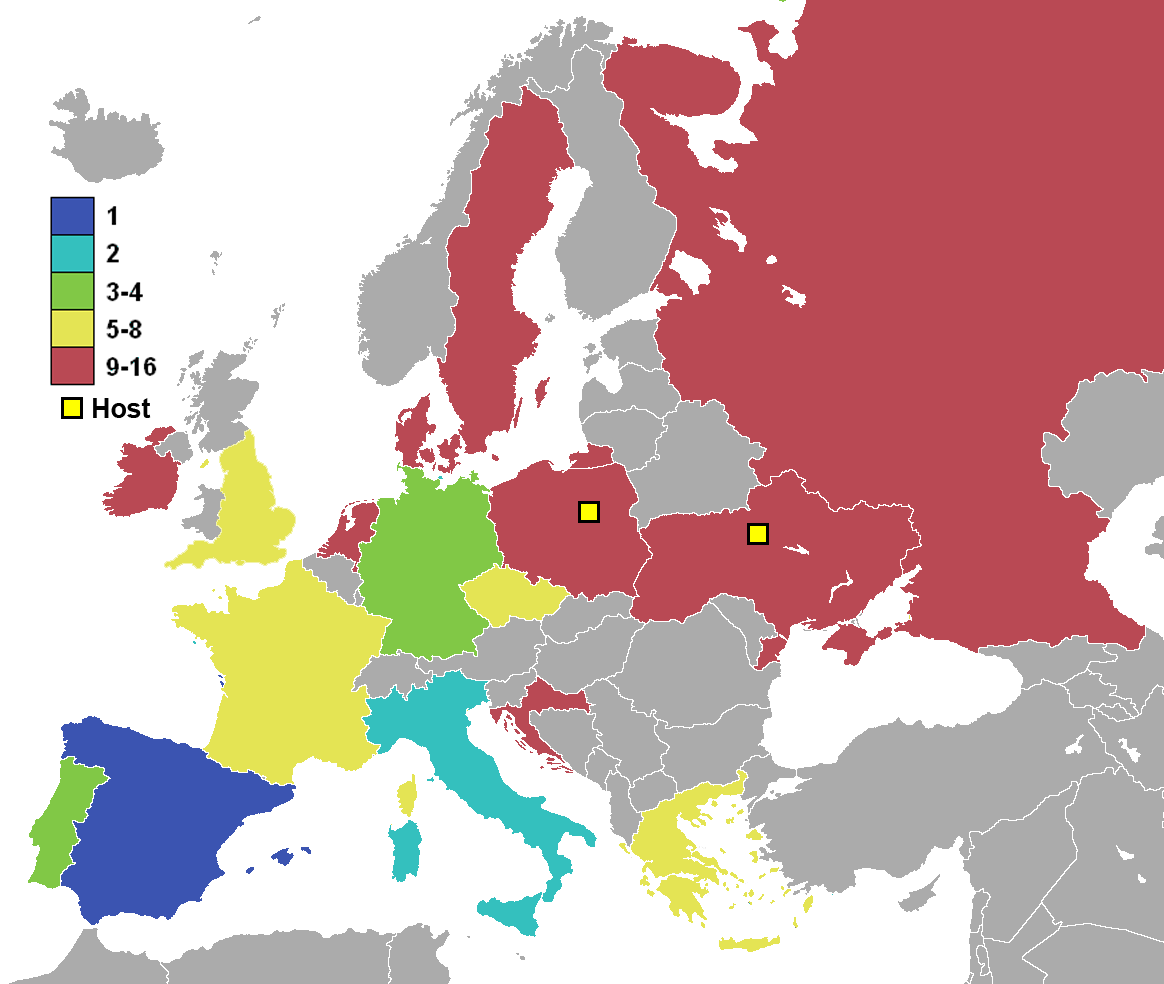
Mapa según los resultados de la Euro 2012.

#### Clasificación general
| Equipo | Equipo          | Pts | PJ | PG | PE | PP | GF | GC | Dif | Rend   |
| ------ | --------------- | --- | -- | -- | -- | -- | -- | -- | --- | ------ |
| 1      | España          | 14  | 6  | 4  | 2  | 0  | 12 | 1  | 11  | 77.78% |
| 2      | Italia          | 9   | 6  | 2  | 3  | 1  | 6  | 7  | −1  | 50%    |
| 3      | Alemania        | 12  | 5  | 4  | 0  | 1  | 10 | 6  | 4   | 80%    |
| 4      | Portugal        | 10  | 5  | 3  | 1  | 1  | 6  | 4  | 2   | 66.67% |
| 5      | Inglaterra      | 8   | 4  | 2  | 2  | 0  | 5  | 3  | 2   | 66.67% |
| 6      | República Checa | 6   | 4  | 2  | 0  | 2  | 4  | 6  | −2  | 50%    |
| 7      | Grecia          | 4   | 4  | 1  | 1  | 2  | 5  | 7  | −2  | 33.33% |
| 8      | Francia         | 4   | 4  | 1  | 1  | 2  | 3  | 5  | −2  | 33.33% |
| 9      | Rusia           | 4   | 3  | 1  | 1  | 1  | 5  | 3  | 2   | 44.44% |
| 10     | Croacia         | 4   | 3  | 1  | 1  | 1  | 4  | 3  | 1   | 44.44% |
| 11     | Suecia          | 3   | 3  | 1  | 0  | 2  | 5  | 5  | 0   | 33.33% |
| 12     | Dinamarca       | 3   | 3  | 1  | 0  | 2  | 4  | 5  | −1  | 33.33% |
| 13     | Ucrania         | 3   | 3  | 1  | 0  | 2  | 2  | 4  | −2  | 33.33% |
| 14     | Polonia         | 2   | 3  | 0  | 2  | 1  | 2  | 3  | −1  | 22.22% |
| 15     | Países Bajos    | 0   | 3  | 0  | 0  | 3  | 2  | 5  | −3  | 0%     |
| 16     | Irlanda         | 0   | 3  | 0  | 0  | 3  | 1  | 9  | −8  | 0%     |

### Goleadores
| Jugador      | Goles | PJ | Minuto |
| ------------ | ----- | -- | ------ |
| Jérémy Ménez | 1     | 3  | 111'   |
| Yohan Cabaye | 1     | 3  | 240'   |
| Samir Nasri  | 1     | 4  | 281'   |